# Saint-Martin-de-Hinx
Saint-Martin-de-Hinx – miejscowość i gmina we Francji, w regionie Nowa Akwitania, w departamencie Landy.
Według danych na rok 1990 gminę zamieszkiwało 837 osób, a gęstość zaludnienia wynosiła 33 osób/km² (wśród 2290 gmin Akwitanii Saint-Martin-de-Hinx plasuje się na 498. miejscu pod względem liczby ludności, natomiast pod względem powierzchni na miejscu 363.).